# Ириклинский поссовет
Ириклинский поссовет — административно-территориальное образование и бывшее муниципальное образование со статусом сельского поселения в Гайском районе Оренбургской области.
Административный центр — посёлок Ириклинский

## Население
| 2010 | 2012  | 2013  | 2014  | 2015  |
| ---- | ----- | ----- | ----- | ----- |
| 1726 | ↘1661 | ↘1632 | ↘1614 | ↘1590 |

## Примечание
1. 1 2  Численность населения Российской Федерации по муниципальным образованиям на 1 января 2015 года
2. ↑  Ириклинский поссовет / Сельские поселения / Гайский район. Дата обращения: 28 января 2014. Архивировано из оригинала 3 февраля 2014 года.
3. ↑  Всероссийская перепись населения 2010 года. Численность и размещение населения Оренбургской области
4. ↑  Численность населения Российской Федерации по муниципальным образованиям. Таблица 35. Оценка численности постоянного населения на 1 январ
5. ↑  Численность населения Российской Федерации по муниципальным образованиям на 1 января 2013 года. Таблица 33. Численность населения городских округов, муниципальных районов, городских и сельских поселений, городских населённых пунктов, сельских населённых пунктов — Росстат, 2013. — 528 с.
6. ↑  Таблица 33. Численность населения Российской Федерации по муниципальным образованиям на 1 января 2014 года